# Carlisle United Football Club 2022-2023
Questa voce raccoglie le informazioni riguardanti il Carlisle United Football Club nelle competizioni ufficiali della stagione 2022-2023

## Maglie e sponsor
Lo sponsor tecnico per la stagione 2022-2023 è Erreà, mentre lo sponsor ufficiale è Bimson Haulage.
| Manica sinistra · Manica sinistra · Maglietta · Maglietta · Manica destra · Manica destra · Pantaloncini · Pantaloncini · Calzettoni | Manica sinistra · Manica sinistra · Maglietta · Maglietta · Manica destra · Manica destra · Pantaloncini · Pantaloncini · Calzettoni |  |

## Rosa
| N. |                        | Ruolo | Calciatore        |
| -- | ---------------------- | ----- | ----------------- |
| 1  | Rep. Ceca (bandiera)   | P     | Tomáš Holý        |
| 2  | Inghilterra (bandiera) | D     | Joel Senior       |
| 3  | Scozia (bandiera)      | D     | Jack Armer        |
| 4  | Inghilterra (bandiera) | C     | Owen Moxon        |
| 5  | Inghilterra (bandiera) | D     | Morgan Feeney     |
| 6  | Inghilterra (bandiera) | D     | Paul Huntington   |
| 7  | Inghilterra (bandiera) | C     | Jordan Gibson     |
| 8  | Inghilterra (bandiera) | C     | Callum Guy        |
| 9  | Inghilterra (bandiera) | A     | Ryan Edmondson    |
| 10 | Inghilterra (bandiera) | C     | Omari Patrick     |
| 11 | Inghilterra (bandiera) | C     | Brennan Dickenson |
| 12 | Inghilterra (bandiera) | C     | Sonny Hilton      |
| 13 | Inghilterra (bandiera) | P     | Gabriel Breeze    |
| 14 | Inghilterra (bandiera) | A     | Kristian Dennis   |
| 15 | Inghilterra (bandiera) | C     | Taylor Charter    |
| 16 | Inghilterra (bandiera) | A     | Tobi Sho-Silva    |
| 17 | Irlanda (bandiera)     | C     | Corey Whelan      |

| N. |                             | Ruolo | Calciatore         |
| -- | --------------------------- | ----- | ------------------ |
| 18 | Inghilterra (bandiera)      | C     | Josh Dixon         |
| 20 | Inghilterra (bandiera)      | D     | Jack Ellis         |
| 22 | Inghilterra (bandiera)      | D     | Jon Mellish        |
| 25 | Inghilterra (bandiera)      | D     | Fin Back           |
| 26 | Inghilterra (bandiera)      | D     | Ben Barclay        |
| 27 | Inghilterra (bandiera)      | A     | Nic Bollado        |
| 28 | Irlanda (bandiera)          | C     | Jamie Devitt       |
| 29 | Inghilterra (bandiera)      | C     | Jayden Harris      |
| 30 | Irlanda (bandiera)          | P     | Michael Kelly      |
| 31 | Inghilterra (bandiera)      | C     | Ryan Carr          |
| 32 | Scozia (bandiera)           | A     | Jack Stretton      |
| 33 | Inghilterra (bandiera)      | D     | Duncan Idehen      |
| 33 | Inghilterra (bandiera)      | D     | Jack Robinson      |
| 35 | Irlanda del Nord (bandiera) | C     | Alfie McCalmont    |
| 36 | Inghilterra (bandiera)      | A     | John-Kymani Gordon |
| 41 | Inghilterra (bandiera)      | A     | Joe Garner         |